# Чемпіонат Волинської області з футболу 2023
Чемпіонат Волинської області з футболу (Вища ліга) 2023 року — аматорські футбольні змагання з футболу, які проводилися Асоціацією футболу Волині. Другий чемпіонат під час повномасштабного вторгнення Росії в Україну.

## Учасники
| - ЛСТМ № 536 (Луцьк) - ФК "Володимир" (Володимир) - ФЦ "Ковель" (Ковель) - ФК "Рубіж" (Любомль) - ФК "Славія" (Боратин) - ФК "Тайм" (Ковель) - ФК "Тростянець" (Тростянець) - ФК "Шахтар" (Нововолинськ) |

## Підсумкова таблиця[1]
| М  | Команда                      | І  | В | Н | П  | М'ячі | О  |
| -- | ---------------------------- | -- | - | - | -- | ----- | -- |
|    | ЛСТМ № 536 (Луцьк)           | 14 | 9 | 3 | 2  | 37-16 | 30 |
|    | ФК "Шахтар" (Нововолинськ)   | 14 | 8 | 4 | 2  | 31-11 | 28 |
|    | ФК "Тростянець" (Тростянець) | 14 | 6 | 7 | 1  | 31-14 | 25 |
| 4. | ФЦ "Ковель" (Ковель)         | 14 | 7 | 4 | 3  | 26-14 | 25 |
| 5. | ФК "Володимир" (Володимир)   | 14 | 7 | 4 | 3  | 25-19 | 25 |
| 6. | ФК "Тайм" (Ковель)           | 14 | 5 | 1 | 8  | 20-31 | 16 |
| 7. | ФК "Рубіж" (Любомль)         | 14 | 0 | 3 | 11 | 10-40 | 3  |
| 8. | ФК "Славія" (Боратин)        | 14 | 0 | 2 | 12 | 10-45 | 2  |